# Blakea subpanduriformis
Blakea subpanduriformis är en tvåhjärtbladig växtart som beskrevs av E.Cotton och Matezki. Blakea subpanduriformis ingår i släktet Blakea och familjen Melastomataceae. Inga underarter finns listade i Catalogue of Life.